# Марко Кешељ
Марко Кешељ (Београд, 2. јануар 1988) јесте српски политичар и бивши кошаркаш. Играо је на позицији крила. Тренутно је државни секретар за спорт у влади Републике Србије.

## Клупска каријера
Каријери је почео у београдској Мега Исхрани за коју је наступао две сезоне. Светислав Пешић га позива и кратко наступа за Ђирону а након тога као позајмљени играч за Келн, где му је тренер био Саша Обрадовић.
Након тога Светислав Пешић га доводи у Црвену звезду, где је одиграо две веома запажене сезоне.У Црвеној звезди је играо од 2008. до 2010. године, и за то време постигао 874 поена на 99 званичних утакмица. У шампионату Србије 2010. године бележио је 11,6 поена, а у плеј-офу 14 поена по мечу. Укупно је у својој другој сезони у Звезди убацио 492 поена на 47 утакмица и био међу најбољим играчима у тиму, али није стигао до трофеја у црвено-белом дресу. Од веома талентованог младог кошаркаша доспео је до дреса сениорске репрезентације. Иако без титула у Звезди је стекао потпуну афирмацију.
Велико интересовање га је одвело у грчки Олимпијакос, за који је играо до 2012. Са Олимпијакосом је освојио Евролигу у сезони 2011/12.
Сезону 2012/13. је почео у редовима шпанске Валенсије, али их напушта већ у фебруару 2013. због мале минутаже и одлази у француски Ле Ман до краја сезоне. За сезону 2013/14. је потписао уговор са Асвелом.
У октобру 2014. се вратио у Србију и потписао отворени уговор са Мега Лексом.

## Репрезентативна каријера
Кешељ је освајач бројних трофеја у млађим категоријама репрезентације Србије. У колекцији има злато са јуниорском репрезентацијом на Светском првенству у Новом Саду 2007, злато са репрезентацијом до 20 година са Европског првенства у Риги 2008, и златну медаљу са Универзијаде у Београду 2009. године.
У сениорском дресу Србије се истакао на Светском првенству у Турској 2010. године, када је шутирао тројке сјајних 60 одсто (21 од 35), и био други тројкаш шампионата. Тада је био трећи стрелац националног тима са 100 постигнутих поена, само три мање од водећег Ненада Крстића. Србија је тада заузела четврто место. Кешељ је пружио добре партије и на Европском шампионату у Литванији 2011. године, када је Србија заузела седмо место.

## Успеси

### Клупски
- Ђирона:
  - ФИБА Еврокуп (1): 2006/07.
- Олимпијакос:
  - Евролига (1): 2011/12.
  - Првенство Грчке (1): 2011/12.
  - Куп Грчке (1): 2011.
- Остенде:
  - Првенство Белгије (1): 2016/17.
  - Куп Белгије (1): 2017.
- Црвена звезда:
  - Првенство Србије (2): 2017/18, 2018/19.
  - Јадранска лига (1): 2018/19.
  - Суперкуп Јадранске лиге (1): 2018.

### Репрезентативни
- Светско првенство до 19 година:  2007.
- Европско првенство до 20 година:  2008.
- Универзијада:  2009.

## Галерија
- Марко Кешељ.
- Слободно бацање.
- Закуцавање.
- У дресу Црвене звезде (2017)